# Liste der Oberpräsidenten in preußischen Provinzen
Für Friedrich Stampfer war das Deutsche Kaiserreich 1914 das „wirtschaftlich stärkste, best verwaltete und schlechtest regierte Land Europas“. Die Liste der Oberpräsidenten in preußischen Provinzen verzeichnet die 201 Oberpräsidenten der preußischen Provinzen. Sie (und die 21 Berliner Oberbürgermeister) stehen für den Ruhm der „tätig werdenden Verfassung“ (Lorenz von Stein) und ihren Niedergang in der Zeit des Nationalsozialismus.

## Liste

### A
- Heinrich von Achenbach – Westpreußen[2]
- Rudolf Amelunxen – Westfalen
- Graf Adolf von Arnim-Boitzenburg – Schlesien[2]
- Graf Adolf Heinrich von Arnim-Boitzenburg – Posen
- Rudolf von Auerswald – Ostpreußen

### B
- Moritz von Bardeleben – Rheinprovinz
- Friedrich Magnus von Bassewitz – Brandenburg
- Adolf Tortilowicz von Batocki-Friebe – Ostpreußen[2]
- Theodor von Baumann – Posen
- Ernst Beckmann – Hessen-Nassau
- Ulrich von Behr-Negendank – Pommern
- Emil Belzer – Hohenzollernsche Lande[2][3]
- Rudolf von Bennigsen – Hannover[2]
- Friedrich von Berg – Ostpreußen[2]
- Hans Hermann Freiherr von Berlepsch – Rheinprovinz[2]
- Theobald von Bethmann Hollweg – Brandenburg
- Carl Moritz von Beurmann – Posen[2]
- Graf Wilhelm von Bismarck – Ostpreußen[2]
- Joseph Bitta – Oberschlesien
- Rudolf von Bitter der Jüngere – Posen[2]
- Robert von Blumenthal – Hohenzollernsche Lande[3]
- Ernst von Bodelschwingh der Ältere – Rheinprovinz[2]
- Ludwig von Bodelschwingh – Sachsen und Hessen-Nassau
- Carl Wilhelm von Bötticher – Preußen (Ostpreußen)
- Karl Heinrich von Boetticher – Schleswig-Holstein und Sachsen[2]
- Gustav von Bonin – Sachsen und Posen
- Wilhelm von Bonin – Pommern
- Fritz Bracht – Hohenzollernsche Lande[3]
- Heinrich Brand – Hohenzollernsche Lande[3]
- Helmuth Brückner – Niederschlesien[2]
- Graf Franz von Brühl – Hohenzollernsche Lande[3]
- Detlev von Bülow – Schleswig-Holstein[2]
- Friedrich von Bülow (Verwaltungsjurist, 1762) – Sachsen
- Friedrich von Bülow (Verwaltungsjurist, 1868) – Grenzmark Posen-Westpreußen[2]
- Graf Hans von Bülow – Schlesien

### C
- Alfred von Conrad – Brandenburg[2]

### D
- Johann von Dallwitz – Schlesien
- Hermann Darsen – Hohenzollernsche Lande[3]
- Friedrich Graf von Degenfeld-Schonburg – Niederschlesien (kommissarisch)[2]
- Clemens von Delbrück – Westpreußen
- Kurt von Dewitz – Schleswig-Holstein
- Wilhelm Dreher – Hohenzollernsche Lande[3]
- Franz von Duesberg – Westfalen

### E
- Joachim Albrecht Eggeling – Halle-Merseburg
- Franz August Eichmann – Rheinprovinz und Preußen (Ostpreußen)
- Hans von Eisenhart-Rothe – Posen
- August Freiherr von Ende – Hessen-Nassau
- Adolf Ernst von Ernsthausen – Westpreußen[2]
- Graf Botho Wendt zu Eulenburg – Hannover und Hessen-Nassau[2]

### F
- Carl Falck – Sachsen
- Eduard von Flottwell – Brandenburg, Posen, Sachsen und Westfalen
- Adolf Freiherr Frank von Fürstenwerth – Hohenzollernsche Lande[2][3]
- Johannes Fuchs – Rheinprovinz

### G
- Karl Gerland – Kurhessen
- Gustav von Goßler – Westpreußen[2]
- Hermann von Graaf – Hohenzollernsche Lande[3]
- Johannes Gronowski – Westfalen
- Rudolf von Groote – Rheinprovinz
- Hans Lauchlan von Guenther – Schlesien[2]
- William Barstow von Guenther – Posen

### H
- August Haas – Hessen-Nassau
- Eberhard Hagemann – Hannover
- Robert Eduard von Hagemeister – Westfalen[2]
- Carl von Halfern – Pommern[2]
- Karl Hanke – Niederschlesien
- Hermann Friedrich Anton, 3. Fürst von Hatzfeldt, 1. Herzog zu Trachenberg – Schlesien[2]
- Wilhelm von Hegel – Sachsen
- Wilhelm Hengstenberg – Hessen-Nassau[2]
- Philipp Prinz von Hessen – Hessen-Nassau
- Georg Christian von Heydebreck – Brandenburg
- Otto Hörsing – Sachsen
- Otto Hoevermann – Schleswig-Holstein
- Karl von Horn – Posen und Preußen / Ostpreußen[2]
- Erhard Hübener – Sachsen
- Ernst von Hülsen – Hessen-Nassau

### I
- Karl Heinrich Ludwig Freiherr von Ingersleben – Pommern, Großherzogtum Niederrhein, Jülich-Kleve-Berg und Rheinprovinz

### J
- Ernst von Jagow – Westpreußen
- Gustav von Jagow – Brandenburg
- Rudolf Jordan – Magdeburg

### K
- Hans Hugo von Kleist-Retzow – Rheinprovinz
- Wilhelm Anton von Klewiz – Sachsen
- Erich Koch – Ostpreußen
- Ernst von Köller – Schleswig-Holstein[2]
- Graf Otto von Königsmarck – Posen
- Hinrich Wilhelm Kopf – Hannover
- Wilhelm Kube – Brandenburg und Grenzmark Posen-Westpreußen (kommissarisch)
- Friedrich von Kühlwetter – Westfalen
- Heinrich Kürbis – Schleswig-Holstein
- Wilhelm Kutscher – Ostpreußen[2]

### L
- Hartmann Lauterbacher – Hannover
- Adolf Hilmar von Leipziger – Hannover und Westpreußen[2]
- Julius Lippmann – Pommern
- Friedrich Wilhelm von Loebell – Brandenburg
- Hinrich Lohse – Schleswig-Holstein
- Hermann Lüdemann – Niederschlesien
- Ferdinand Freiherr von Lüninck – Westfalen
- Hermann Freiherr von Lüninck – Rheinprovinz
- Hans Lukaschek – Oberschlesien
- Viktor Lutze – Hannover

### M
- Eduard von Magdeburg – Hessen-Nassau
- Adolf Maier – Brandenburg
- Helmuth Freiherr von Maltzahn – Pommern[2]
- August Werner von Meding – Brandenburg
- Hans von Meibom – Grenzmark Posen-Westpreußen[2]
- Kurt Melcher – Sachsen[2]
- Friedrich Theodor von Merckel – Schlesien
- Felix von Merveldt – Westfalen
- Alfred Meyer – Westfalen
- Georg Michaelis – Pommern[2]
- Eduard von Moeller – Hessen-Nassau[2]
- Friedrich von Moltke – Schleswig-Holstein[2]
- Friedrich von Motz – Sachsen
- Ferdinand von Münchhausen – Pommern

### N
- Berthold von Nasse – Rheinprovinz
- Ferdinand Freiherr von Nordenflycht – Schlesien[2]
- Gustav Noske – Hannover

### O
- Karl von Oertzen – Hohenzollernsche Lande[3]

### P
- Robert von Patow – Brandenburg, Sachsen
- Philipp von Pestel – Rheinprovinz
- Felix Philipp – Schlesien, Niederschlesien
- Hans Piesbergen – Hohenzollernsche Lande[2][3]
- Julius Pinder – Schlesien
- Ernst Senfft von Pilsach – Pommern
- Albert von Pommer Esche – Sachsen[2]
- Adolph von Pommer Esche – Rheinprovinz
- Alfons Proske – Oberschlesien
- Robert von Puttkamer – Schlesien und Pommern

### R
- Prinz Karl von Ratibor und Corvey – Westfalen[2]
- Eberhard Freiherr von der Recke von der Horst – Westfalen
- Ernst von Richter – Hannover[2]
- Georg Freiherr von Rheinbaben – Rheinprovinz
- Hugo Samuel Freiherr von Richthofen – Ostpreußen

### S
- Johann August Sack – Rheinprovinz und Pommern
- Anton von Sallwürk – Hohenzollernsche Lande[3]
- Eduard von Schaper – Rheinprovinz und Westfalen
- Graf Carl von Scheel-Plessen – Schleswig-Holstein[2]
- Alfons Scherer – Hohenzollernsche Lande[3]
- Johann Eduard von Schleinitz – Schlesien
- Albrecht von Schlieckmann – Ostpreußen[2]
- Bernhard Schnackenburg – Westpreußen
- Theodor von Schön – Preußen/Ostpreußen
- Moritz Haubold von Schönberg – Schlesien und Pommern
- Clemens Freiherr von Schorlemer-Lieser – Schlesien und Rheinprovinz
- Rudolf von der Schulenburg – Brandenburg und Sachsen[2]
- Rudolf Schwander – Hessen-Nassau
- Franz von Schwartz – Hohenzollernsche Lande[3]
- Philipp Schwartzkopff – Posen
- Franz Schwede – Pommern
- Werner von Selchow – Brandenburg
- Karl Theodor Seydel – Hohenzollernsche Lande[3]
- Otto Theodor von Seydewitz – Schlesien
- Ernst Siehr – Ostpreußen[2]
- Carl Simons – Hohenzollernsche Lande[2][3]
- Graf Friedrich zu Solms-Laubach – Jülich-Cleve-Berg
- Adolph Freiherr von Spiegel-Borlinghausen – Hohenzollernsche Lande[3]
- Jakob Sprenger – Hessen-Nassau
- Georg von Steinmann – Schleswig-Holstein[2]
- Theodor Steltzer – Schleswig-Holstein
- Graf Anton zu Stolberg-Wernigerode – Sachsen
- Graf Constantin zu Stolberg-Wernigerode – Hannover[2]
- Graf Eberhard zu Stolberg-Wernigerode – Hannover
- Graf, sp. Fürst Otto zu Stolberg-Wernigerode – Hannover
- Graf Udo zu Stolberg-Wernigerode – Ostpreußen
- Heinrich Konrad von Studt – Westfalen[2]
- Emil Stürtz – Brandenburg
- Rudolf von Sydow[3]

### T
- Josef Terboven – Rheinprovinz
- Heinrich Thon – Schleswig-Holstein[2]
- August Freiherr von Trott zu Solz – Brandenburg und Hessen-Nassau[2]

### U
- Curt von Ulrich – Sachsen

### V
- Friedrich von Velsen – Sachsen (kommissarisch)
- Marquis Ludwig von Villers und Graf von Grignoncourt – Hohenzollernsche Lande[3]
- Ludwig von Vincke – Westfalen[2]

### W
- Heinrich Waentig – Sachsen
- Josef Wagner – Niederschlesien und Schlesien
- Wilhelm von Waldow – Posen und Pommern[2]
- Wilhelm von Wedell – Schlesien[2]
- Richard von Wentzel – Hannover
- Hugo Freiherr von Wilamowitz-Moellendorff – Posen[2]
- Kurt Freiherr von Wilmowsky – Sachsen
- Ludwig von Windheim – Hessen-Nassau, Ostpreußen und Hannover[2]
- August Winnig – Ostpreußen
- Hartmann von Witzleben – Sachsen[2]
- Arthur von Wolff – Sachsen[2]
- Klemens Freiherr von Wolff-Metternich – Brandenburg
- Bernhard Wuermeling – Westfalen

### Y
- Hans David Ludwig Graf Yorck von Wartenburg – Schlesien

### Z
- Graf Robert von Zedlitz-Trützschler – Posen, Hessen-Nassau und Schlesien
- Joseph von Zerboni di Sposetti – Posen
- Hermann Freiherr von Ziller – Pommern
- Hermann Zimmer – Niederschlesien